# Gabriel-Hippolyte Destailleur

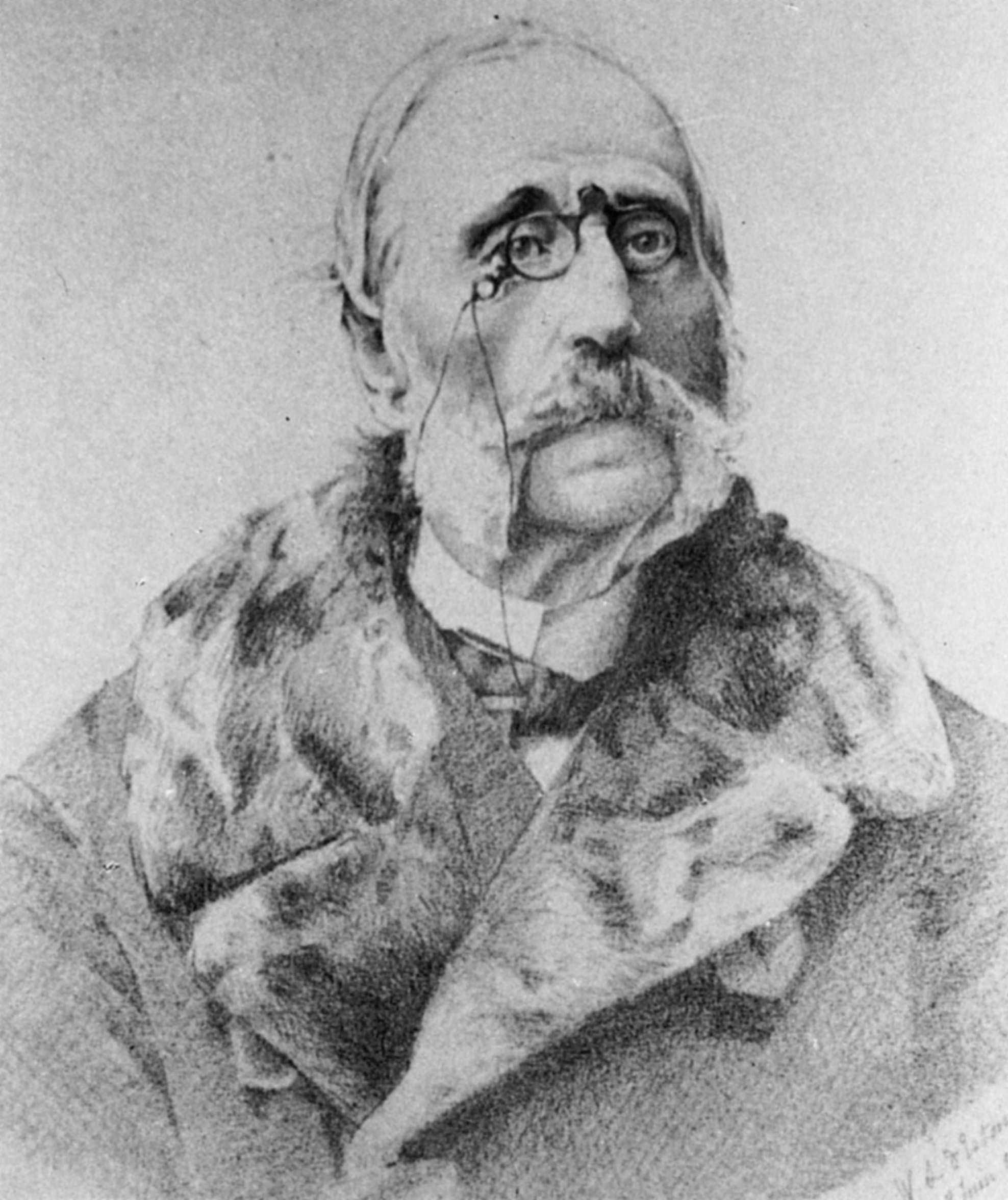
Destailleur

Gabriel-Hippolyte Destailleur (* 27. September 1822 in Paris; † 17. November 1893 ebenda), auch Hippolyte-Alexandre Destailleur genannt (vollständiger Taufname Hippolyte Alexandre Gabriel Walter), war ein international anerkannter französischer Architekt, Restaurator, Innenarchitekt und Sammler, der dem Historismus zuzuordnen ist.

## Leben und Karriere

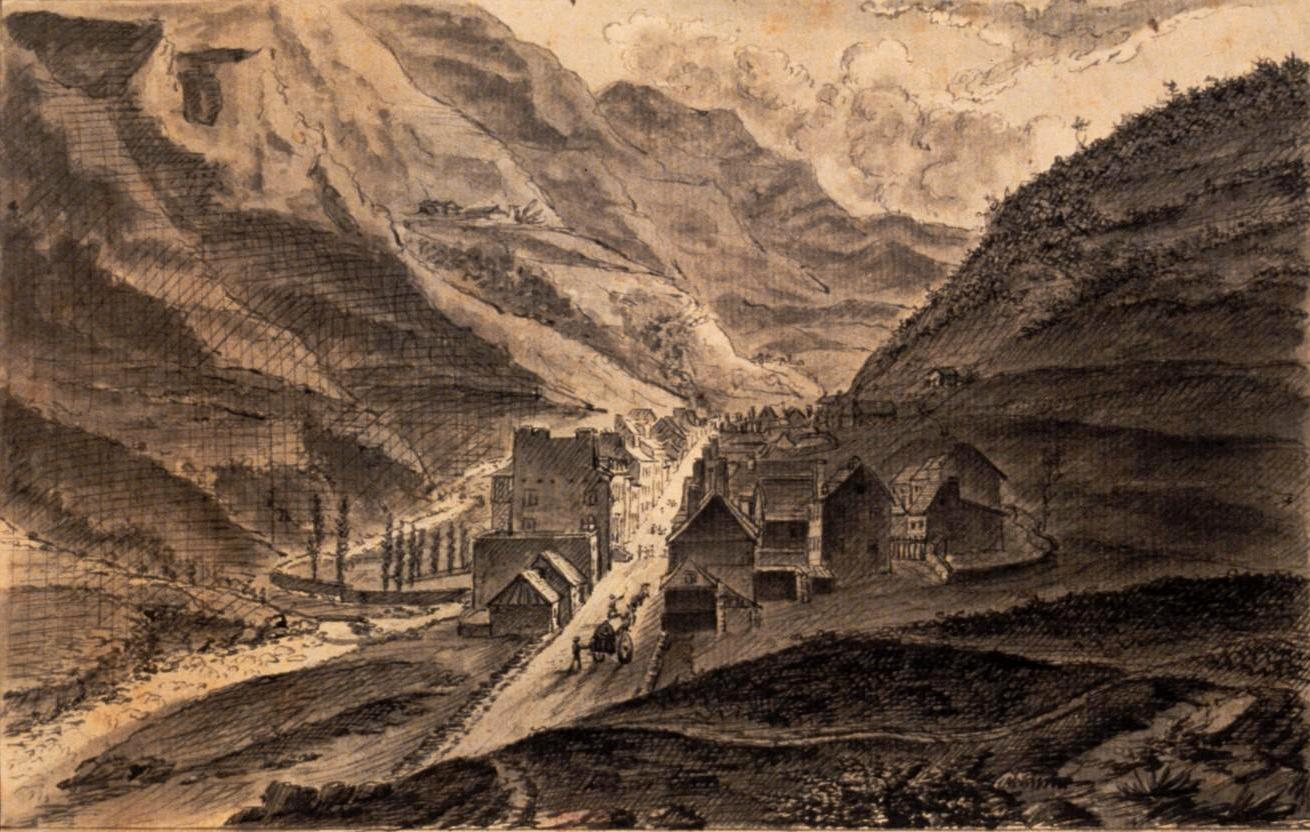
Hippolyte Destailleur: Barèges im 19. Jahrhundert (Bibliothèque Nationale de France)

Destailleur wirkte in der zweiten Hälfte des 19. Jahrhunderts im Auftrag einflussreicher Persönlichkeiten in Frankreich, England, Österreich und Deutschland.
Gabriel-Hippolyte war der Sohn des von Percier und Fontaine ausgebildeten Architekten François-Hippolyte Destailleur (1787–1852) und Bruder von Juliette de Bourge (* 1812), Emma Leroux de Lincy und Henri-Prosper-Alfred Destailleur, die alle drei als Kunstmaler wirkten.
Ab 1842 studierte er an der École des Beaux-Arts in Paris bei Achille Leclère. Ab dem folgenden Jahr war er im Atelier seines Vaters tätig, das er 1853 nach dessen Tod übernahm. Er restaurierte unter anderem Schloss Vaux-le-Vicomte.
Sein Sohn Walter-André Destailleur (1867–1940) wurde ebenfalls Architekt.

## Architektur
Wohn- und Geschäftshäuser:
- 1856:  Hôtel d’Haussonville in Paris, 41, Rue Saint-Dominique
- 1856–1861: Restaurierung des Schlosses in Mouchy-le-Chatel, Département Oise
- 1859–1860: Hôtel Biron in Paris, 77, rue de Varenne
- 1865–1873: Restaurierung des Hôtels Pourtalès in Paris, 7, rue Tronchet
- 1866: Wohnhaus für Monsieur Cramail in Paris, 176, boulevard Haussmann
- 1866–1867: Hôtel de Béhague in Paris, 123, rue Saint-Dominique
- 1867–1874: Hôtel de Mouchy in Paris, boulevard de Courcelles
- 1868:  Hôtel de Noailles in Paris, 60, boulevard de La Tour-Maubourg
- 1870–1874: Umbau und Neugestaltung des Inneren von Schloss Pleß für Fürst Hans Heinrich XI. von Pleß in Pleß, Oberschlesien (heute Pszczyna, Woiwodschaft Schlesien, Polen)
- 1871–1878: Palais Pleß für Fürst Hans Heinrich XI. von Pleß in Berlin, Wilhelmstraße 78 (um 1910 abgebrochen)
- 1872: Hôtel de Béhague in Paris, 21, avenue Bosquet
- 1874: Waddesdon Manor für Baron Ferdinand de Rothschild in Waddesdon, Grafschaft Buckinghamshire, England
- o. J.: Restaurierung von Schloss Courances für den Bankier Baron Samuel von Haber in Courances, Département Essonne (von Haber kaufte die Domäne 1872, die Arbeiten wurden vor denen von Vaux-le-Vicomte ausgeführt)
- 1875: Restaurierung von Schloss Vaux-le-Vicomte für Alfred Sommier in Vaux-le-Vicomte, Departement Seine-et-Marne
- 1876–1884 Palais für Baron Albert von Rothschild in Wien, 4. Gemeindebezirk Wieden, Prinz-Eugen-Straße 20 (1954 abgerissen)
- 1877: Hôtel für Monsieur Cramail in Paris, 60, boulevard de la Tour-Maubourg

- 1880: Hôtel Cahen d’Anvers in Paris, 2 rue de Bassano
- 1880: Schloss Franconville für den Herzog von Massa in Saint-Martin-du-Tertre, Département Val-d’Oise (nach dem Vorbild von Schloss Maisons-Laffitte von F. Mansart)
- 1881–1886: Farnborough Hill Manor für die französische Ex-Kaiserin Eugénie in Farnborough, Grafschaft Hampshire, England
- 1887–1893: Château de la Triboulette für Baron Eugène Roger in Vouzeron, Département Cher
- 1893–1907: Château Trévarez für James de Kerjégu in Saint-Goazec (Ausführung durch Walter-André Destailleur)
- o. J.: Restaurierung von Schloss Maintenon in Maintenon, Département Eure-et-Loir

öffentliche Bauten:
- 1873: Tribünen der Pferderennbahn in Auteuil, Département Hauts-de-Seine
- 1878–1881: Chapelle des Catéchismes der Basilika Sainte-Clotilde in Paris

nicht ausgeführte Entwürfe:
- 1883: Entwurf für ein großes Schloss außerhalb Berlins für Prinz Friedrich Karl von Preußen

## Schriften
- Notices sur quelques artistes francais, architectes, dessinateurs, graveurs du XVIe au XVIIIe siecl. Rapilly, Paris 1863
- Recueil d’estampes relatives à l’ornementation des appartements, aux XVIe, XVIIe et XVIIe siècles unter Leitung und mit einem erklärenden Text von H. Destailleur herausgegeben. Rapilly, Paris 1863
- Notice historique. In: Mathurin Josse: La Fidelle ouverture de l’art du serrurier. A. Lévy, Paris 1874

Hippolyte Destailleur war ebenfalls Herausgeber von:
- Les Plus excellents bastiments de France, par J.-A. Du Cerceau., Neuauflage, ergänzt durch unveröffentlichte Plänen Du Cerceaus. A. Lévy, Paris 1868–1870